# 2021년 북인도양 사이클론
다음은 2021년에 발생하는 열대저기압의 목록이다.

## 설명
- 활동 기간은 미국 날짜로 표시한다.

## 사이클론 이름
| - 제 1호 사이클론 타욱테 - 제 2호 사이클론 야스 | - 제 3호 사이클론 굴랍 - 제 4호 사이클론 샤힌 | - 제 5호 사이클론 자와드 |

## 같이 보기
- 2021년 북대서양 허리케인
- 2021년 동태평양 허리케인
- 2021년 태풍
- 2020~2021년 남서인도양 사이클론
- 2021년 북인도양 저기압